# Линталь (Швейцария)
Линталь (нем. Linthal GL) — бывшая коммуна в Швейцарии, в кантоне Гларус.
1 января 2011 года вошла в состав коммуны Гларус-Зюд.
Население составляет 1139 человек (на 31 декабря 2006 года). Официальный код — 1613.